# Haroldo Dente de Guerra

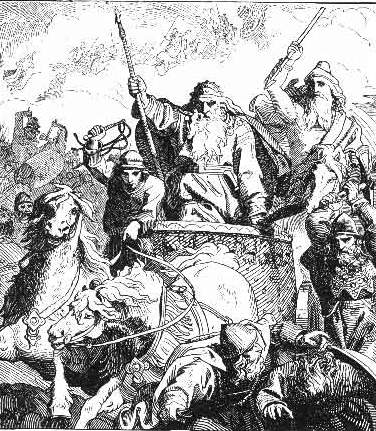
Haroldo Dente de Guerra na legendária Batalha de Bråvalla. Ilustração do dinamarquês Lorenz Frølich no século XIX

Haroldo Dente de Guerra (em nórdico antigo: Haraldr Hilditönn; em dinamarquês e sueco: Harald Hildetand; em inglês: Harald Wartooth) foi um rei lendário dinamarquês que, entre os séculos VIII e IX, chegou a reinar sobre a Dinamarca, a Suécia, a Noruega e a província alemã setentrional de Vandália (suposta origem da tribo dos vândalos).
O seu nome provem do facto de ter perdido dois dentes numa escaramuça, no lugar dos quais nasceram duas presas enormes. Ao atingir a idade de 150 anos, desafiou o rei Sigurdo, o Anel para a batalha de Bråvalla, onde pereceu lutando, o que o poderia ter qualificado para o paraíso Valhala da mitologia nórdica.
Haroldo Dente de Guerra é referido na Feitos dos Danos do historiador dinamarquês Saxão Gramático, na saga islandesa de Hervarar e no fragmento islandês Sögubrot af nokkrum fornkonungum.  De acordo com o Chronicon Lethrense dinamarquês, seu império chegava ao Mediterrâneo. 